# Scottish FA Cup 1935/36
Der Scottish FA Cup wurde 1935/36 zum 58. Mal ausgespielt. Der wichtigste Fußball-Pokalwettbewerb im schottischen Vereinsfußball wurde vom Schottischen Fußballverband geleitet und ausgetragen. Er begann am 25. Januar 1936 und endete mit dem Finale am 18. April 1936 im Hampden Park von Glasgow. Als Titelverteidiger starteten die Glasgow Rangers in den Wettbewerb, die im Finale des Vorjahres gegen Hamilton Academical gewannen. Im diesjährigen Endspiel um den schottischen Pokal standen sich die Rangers und Third Lanark gegenüber. Die Rangers erreichten zum 18. Mal seit 1877 das Endspiel. Von den vorherigen siebzehn Finalspielen wurden neun gewonnen. Third Lanark erreichte zum sechsten Mal das Finale seit 1876. In den Jahren 1889 und 1905 konnte dabei der Titel errungen werden. Die Rangers gewannen das Finale durch ein Tor von Bob McPhail mit 1:0 und sicherten damit zum 10. Mal in der Vereinsgeschichte den schottischen Pokalsieg. In der schottischen Meisterschaft, wurden die Rangers hinter Celtic Glasgow Vizemeister. Third Lanark wurde Neunter.

## 1. Runde
Ausgetragen wurden die Begegnungen zwischen dem 25. Januar und 1. Februar 1936. Die Wiederholungsspiele fanden zwischen dem 29. Januar und 5. Februar 1936 statt.
|                       | Ergebnis |                       |
| --------------------- | -------- | --------------------- |
| Albion Rovers         | 7:1      | FC Wigtown & Bladnoch |
| Ayr United            | 2:3      | FC St. Mirren         |
| Burntisland Shipyard  | 2:2      | FC Dumbarton          |
| FC Clyde              | 2:1      | Forfar Athletic       |
| FC Dundee             | 6:0      | FC Babcock & Wilcox   |
| Dundee United         | 2:2      | Alloa Athletic        |
| Edinburgh City        | 2:3      | FC Cowdenbeath        |
| Leith Athletic        | 3:3      | Buckie Thistle        |
| FC Montrose           | 0:2      | FC Falkirk            |
| Peebles Rovers        | 3:3      | FC Dalbeattie Star    |
| Queen of the South    | 2:0      | Partick Thistle       |
| Raith Rovers          | 2:4      | FC St. Johnstone      |
| Celtic Glasgow        | w/o      | Berwick Rangers       |
| FC Aberdeen           | 4:1      | Hamilton Academical   |
| FC Arbroath           | 1:3      | FC Motherwell         |
| Dunfermline Athletic  | 6:2      | Brechin City          |
| FC East Stirlingshire | 2:5      | FC Kilmarnock         |
| Glasgow Rangers       | 3:1      | FC East Fife          |
| FC Stenhousemuir      | 1:0      | FC Queen’s Park       |
| Third Lanark          | 2:0      | Heart of Midlothian   |
| FC Bo’ness            | 1:3      | FC Airdrieonians      |
| Elgin City            | 2:2      | Chirnside United      |
| FC Galston            | 5:3      | FC Stranraer          |
| FC King’s Park        | 6:1      | Wick Academy          |
| Greenock Morton       | 11:1     | FC Blairgowrie        |
| Ross County           | 0:5      | FC St. Bernard’s      |
| FC Vale Ocuba         | 1:3      | Hibernian Edinburgh   |

### Wiederholungsspiele
|                    | Ergebnis  |                      |
| ------------------ | --------- | -------------------- |
| Alloa Athletic     | 1:1 n. V. | Dundee United        |
| Buckie Thistle     | 1:2       | Leith Athletic       |
| FC Dalbeattie Star | 1:0       | Peebles Rovers       |
| FC Dumbarton       | 4:2       | Burntisland Shipyard |
| Chirnside United   | 3:4 n. V. | Elgin City           |

### 2. Wiederholungsspiel
|               | Ergebnis |                |
| ------------- | -------- | -------------- |
| Dundee United | *2:1 *   | Alloa Athletic |

## 2. Runde
Ausgetragen wurden die Begegnungen am 8. Februar 1936. Das Wiederholungsspiel fand am 12. Februar 1936 statt.
|                      | Ergebnis |                     |
| -------------------- | -------- | ------------------- |
| FC Aberdeen          | 6:0      | FC King’s Park      |
| Albion Rovers        | 1:3      | Glasgow Rangers     |
| Celtic Glasgow       | 1:2      | FC St. Johnstone    |
| FC Clyde             | 4:1      | Hibernian Edinburgh |
| FC Cowdenbeath       | 5:3      | Dundee United       |
| FC Dalbeattie Star   | 0:1      | FC St. Mirren       |
| FC Dundee            | 2:1      | FC Airdrieonians    |
| Dunfermline Athletic | 5:2      | FC Galston          |
| Elgin City           | 0:3      | Queen of the South  |
| FC Falkirk           | 1:1      | FC Kilmarnock       |
| Greenock Morton      | 3:0      | FC Stenhousemuir    |
| FC Motherwell        | 3:0      | FC St. Bernard’s    |
| Third Lanark         | 2:0      | Leith Athletic      |
| FC Dumbarton         | bye      |                     |

### Wiederholungsspiel
|               | Ergebnis  |            |
| ------------- | --------- | ---------- |
| FC Kilmarnock | 1:3 n. V. | FC Falkirk |

## Achtelfinale
Ausgetragen wurden die Begegnungen am 22. Februar 1936. Die Wiederholungsspiele fanden am 26. Februar 1936 statt.
|                      | Ergebnis |                    |
| -------------------- | -------- | ------------------ |
| FC Aberdeen          | 1:1      | FC St. Johnstone   |
| FC Clyde             | 1:1      | FC Dundee          |
| FC Cowdenbeath       | 1:3      | FC Motherwell      |
| Greenock Morton      | 2:0      | Queen of the South |
| FC St. Mirren        | 1:2      | Glasgow Rangers    |
| Third Lanark         | 8:0      | FC Dumbarton       |
| Dunfermline Athletic | bye      |                    |
| FC Falkirk           | bye      |                    |

### Wiederholungsspiele
|                  | Ergebnis |             |
| ---------------- | -------- | ----------- |
| FC Dundee        | 0:3      | FC Clyde    |
| FC St. Johnstone | 0:1      | FC Aberdeen |

## Viertelfinale
Ausgetragen wurden die Begegnungen am 7. März 1936.
|                 | Ergebnis |                      |
| --------------- | -------- | -------------------- |
| FC Aberdeen     | 0:1      | Glasgow Rangers      |
| FC Clyde        | 3:2      | FC Motherwell        |
| FC Falkirk      | 5:0      | Dunfermline Athletic |
| Greenock Morton | 3:5      | Third Lanark         |

## Halbfinale
Ausgetragen wurden die Begegnungen am 28. März 1936.
|                 | Ergebnis |            |
| --------------- | -------- | ---------- |
| Glasgow Rangers | *3:0 *   | FC Clyde   |
| Third Lanark    | *3:1 **  | FC Falkirk |

## Finale
| Glasgow Rangers                          | Glasgow Rangers | Third Lanark | Third Lanark |
| ---------------------------------------- | --- | --- | ------------ |
| Glasgow Rangers                          | \| Finale \| \| 18. April 1936 in Glasgow (Hampden Park) \| \| Ergebnis: 1:0 (1:0) \| \| Zuschauer: 88.859 \|                                                                          | \| Finale \| \| 18. April 1936 in Glasgow (Hampden Park) \| \| Ergebnis: 1:0 (1:0) \| \| Zuschauer: 88.859 \|                              | Third Lanark |
| Glasgow Rangers                          | Jerry Dawson – Dougie Gray, William Cheyne, David Meiklejohn, Jimmy Simpson, George Brown, Jim Fiddes, Alex Venters, Jimmy Smith, Bob McPhail, Jimmy Turnbull Cheftrainer: Bill Struth | Muir, Jimmy Carabine, Hamilton, Blair, Denmark, Jimmy McInnes, Robert Howe, Gallacher, Hay, A. Kennedy, Kinnaird Cheftrainer: Tom Jennings | Third Lanark |
| Glasgow Rangers                          | 1:0 Bob McPhail | | Third Lanark |
| Finale                                   | | |              |
| 18. April 1936 in Glasgow (Hampden Park) | | |              |
| Ergebnis: 1:0 (1:0)                      | | |              |
| Zuschauer: 88.859                        | | |              |